# Rue de Jouy
Pour l’article homonyme, voir Rue de Jouy (Chaville et Viroflay).
Cet article possède un paronyme, voir Rue Barbet-de-Jouy.
La rue de Jouy est une voie, ancienne, au sud du quartier du Marais du 4e arrondissement de Paris, en France.

## Situation et accès

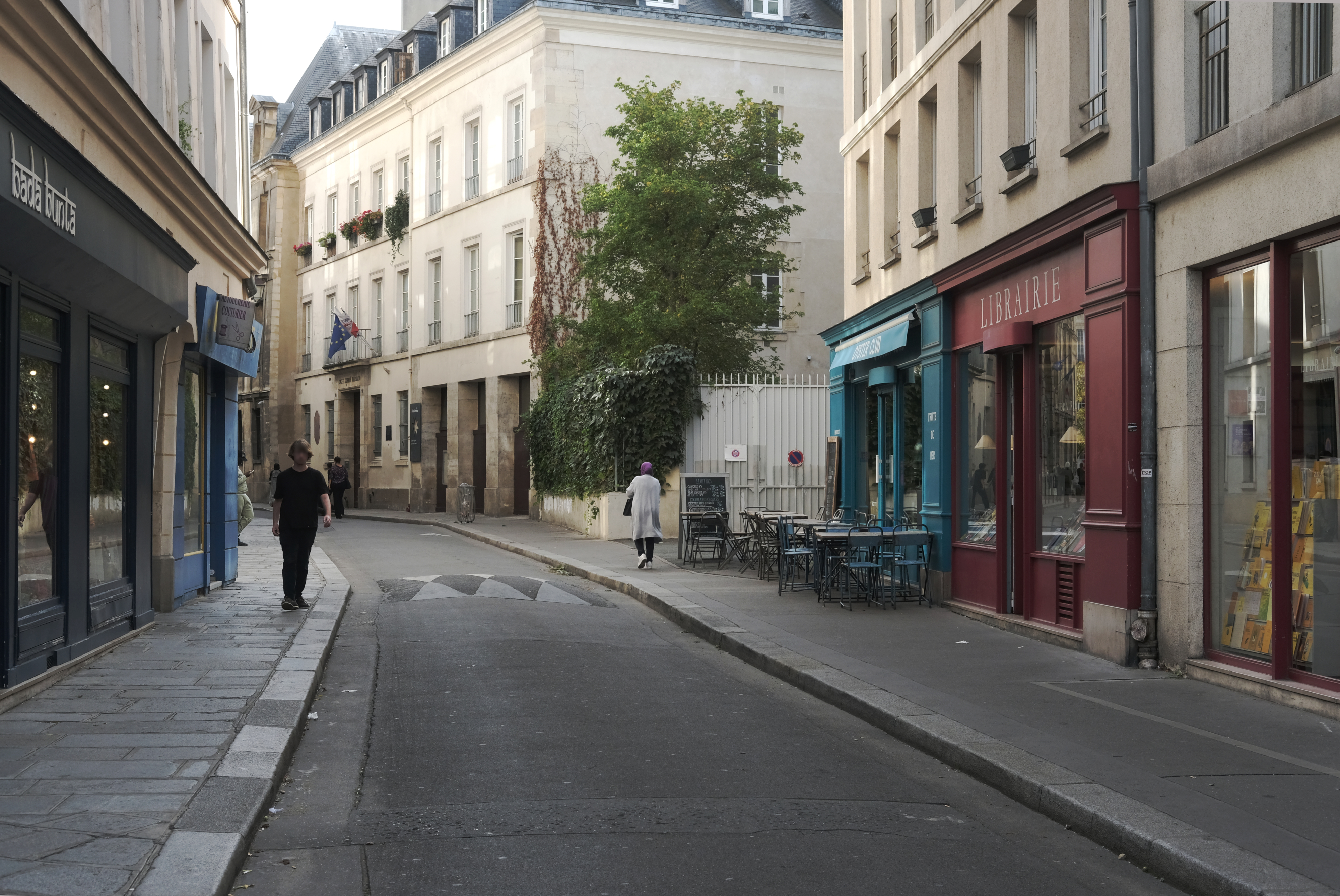
Rue de Jouy vue depuis la rue François-Miron.

Actuellement, la rue de Jouy d'une longueur de 131 mètres, est située dans le 4e arrondissement, quartier Saint-Gervais, et commence au 13, rue des Nonnains-d'Hyères et au 1, rue de Fourcy et finit aux 50-58, rue François-Miron.
Ce site est desservi par la ligne 1 à la station de métro Saint-Paul et par la ligne 7 à la station Pont Marie.

## Origine du nom
Ainsi nommée parce que l'abbé de Jouy possédait, au XIIIe siècle, un hôtel particulier dans cette rue.

## Historique

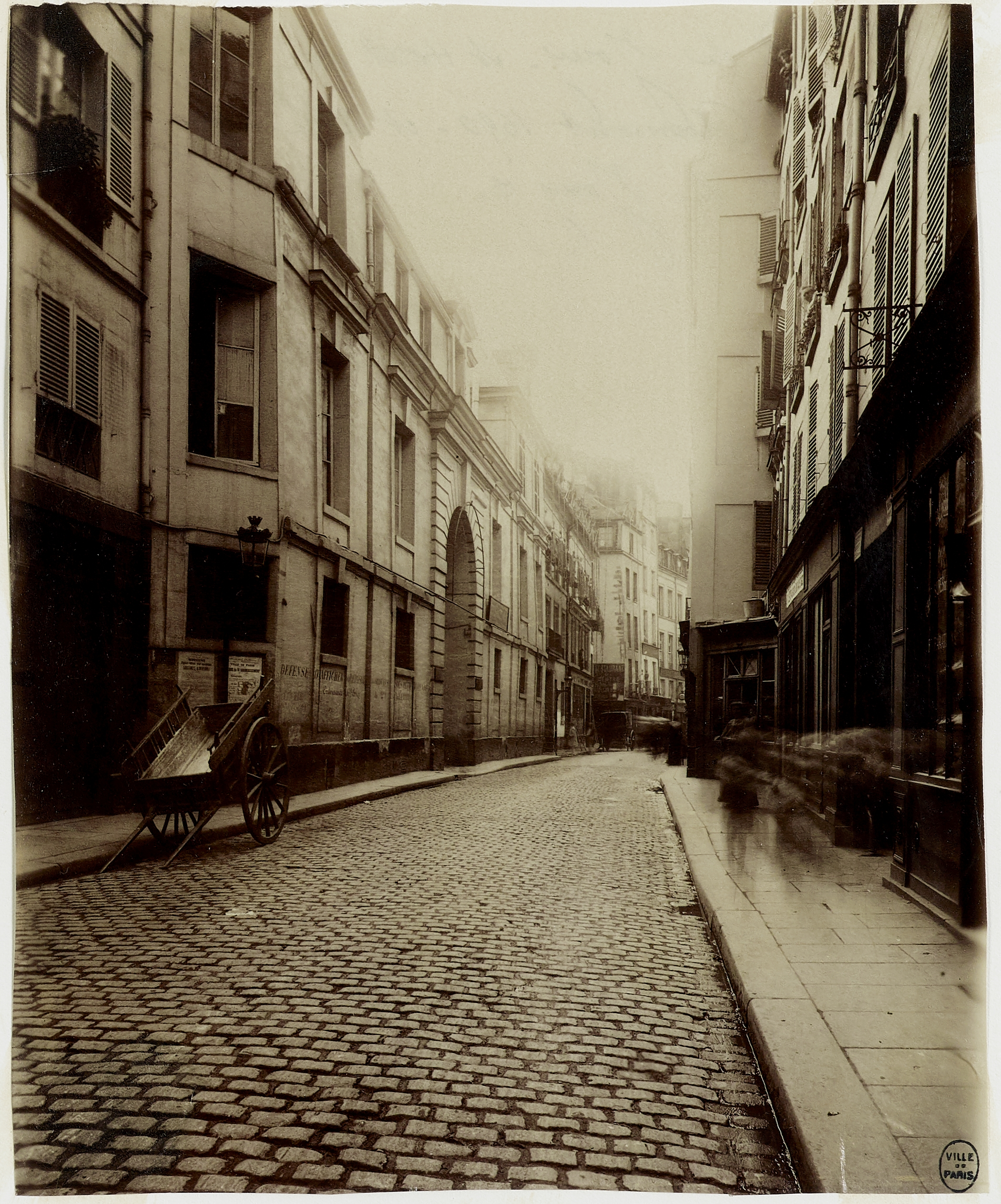
"La Rue de Jouy et hotel du Duc d'Aumont. Rue de Jouy 7 / 1902 -" (Titre donné par l'auteur, Eugène Atget).

L'hôtel particulier que l'abbé de Jouy possédait dans cette rue au XIIIe siècle, lui fit donner le nom de « rue de l'abbé de Jouy » ou « rue de l'abbé de Joy ». Cet hôtel fut occupé par les abbés de Jouy de 1297 à 1658.
Elle est citée dans Le Dit des rues de Paris, de Guillot de Paris, sous le nom de « rue de Joy ».
En 1366, l'enceinte de Philippe Auguste l'ayant coupée en deux, sa partie intra-muros se situant depuis la rue Saint-Antoine jusqu'au couvent des Béguines, était désignée sous le nom de « rue de Jouy » ou « rue de l'Abbé-de-Jouy ». La seconde partie, jusqu'à la rue Saint-Paul, était appelée « rue de la Fausse-Poterne-Saint-Paul », en raison qu'elle était terminée par une fausse porte ou « petite-porte-de-Paris ».
Elle est citée sous le nom de « rue de Jouy » dans un manuscrit de 1636 ou le procès-verbal de visite indique qu'elle est « trouvée orde, salle et pleine de boues et immundices ».
Une décision ministérielle du 8 prairial an VII (27 mai 1799) signée François de Neufchâteau, fixe la largeur de cette voie publique à 9 mètres. Cette largeur est portée à 11 mètres, en vertu d'une ordonnance royale du 12 juillet 1837.
Au XIXe siècle, cette rue d'une longueur de 131 mètres, qui était située dans l'ancien 9e arrondissement, quartier de l'Hôtel-de-Ville, commençait au 37, rue des Nonnains-d'Hyères et au 1, rue de Fourcy et finissait aux 48-50, rue Saint-Antoine.
Les numéros de la rue étaient rouges. Le dernier numéro impair était le no 33 et le dernier numéro pair était le no 20.

## Bâtiments remarquables et lieux de mémoire
- Au no 2 : copie de l’enseigne Le Gagne-Petit, représentant un rémouleur, en costume Louis XV. L’original est conservé au musée Carnavalet[3]. Il était situé au coin des rues des Nonnains-d'Hyères et de l'Hôtel-de-Ville.
- Au no 7 : hôtel d'Aumont, où étaient établis les bureaux de la mairie de l'ancien 9e arrondissement devenu, actuellement, le tribunal administratif de Paris.
- Au no 9 : Lycée Sophie-Germain, fondé par la Ville de Paris en 1882, qui porte son nom actuel depuis 1888. Il s'élève à l'emplacement de l'ancien hôtel de Fourcy[4], précédemment hôtel de Mancy et plus anciennement partie de la résidence parisienne de l'abbaye de Jouy-de-Châtel (voir nos 13 à 17).
Cet ancien hôtel particulier parisien a été de 1479 à 1601 la demeure de plusieurs membres de la famille Olivier, notamment de Gaston Olivier (?-1552), seigneur de Mancy, aumonier d'Henri II[5] et de son cousin François Olivier (1487-1560), chancelier de France. De 1601 à 1798, la famille de Fourcy en a été propriétaire. Jean de Fourcy (1558-1625), membre du conseil du roi et intendant, puis surintendant des Bâtiments (1621) et son fils Henri Ier de Fourcy (vers 1590-1638) y moururent tous deux. Henri Ier de Fourcy eut la charge de surintendant des bâtiments du roi en survivance (1625). Il recueillit également le château de Chessy en héritage. Il le transmit à Henri II de Fourcy (1626-1708) qui obtint en 1672 un titre comtal[6]. L'hôtel de la rue de Jouy, vendu en 1798 par les héritiers de la famille Fourcy à un marchand de vin, fut loué au XIXe siècle à différents institutions éducatives. En 1963 quelques vestiges de l'hôtel Fourcy subsistaient dans le lycée Sophie-Germain[7].
- Au no 14 : emplacement de l'ancien hôtel des abbés de Chaalis.
- Des nos 13 à 17 : emplacement du pied-à-terre de l'abbaye de Jouy-le-Châtel.
- Au no 20 : la construction, en 1677, de l’immeuble résulte d’un arrêté de 1677 supprimant l’ancienne pointe formée par les rues de Jouy et François-Miron[8].
- Au no 21 : emplacement de l’impasse Guépine[9].

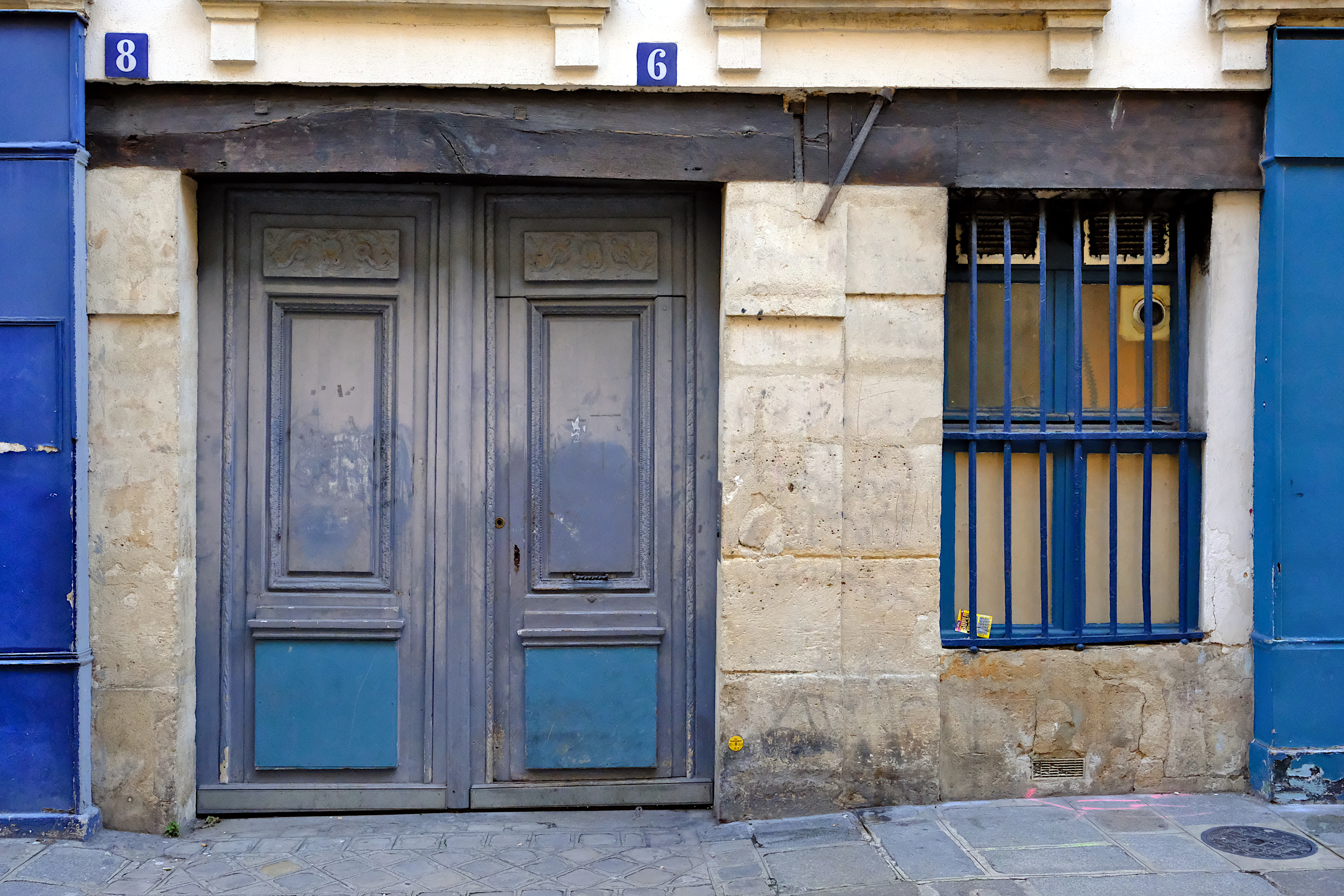
Numéros 6 et 8 : vieille maison..
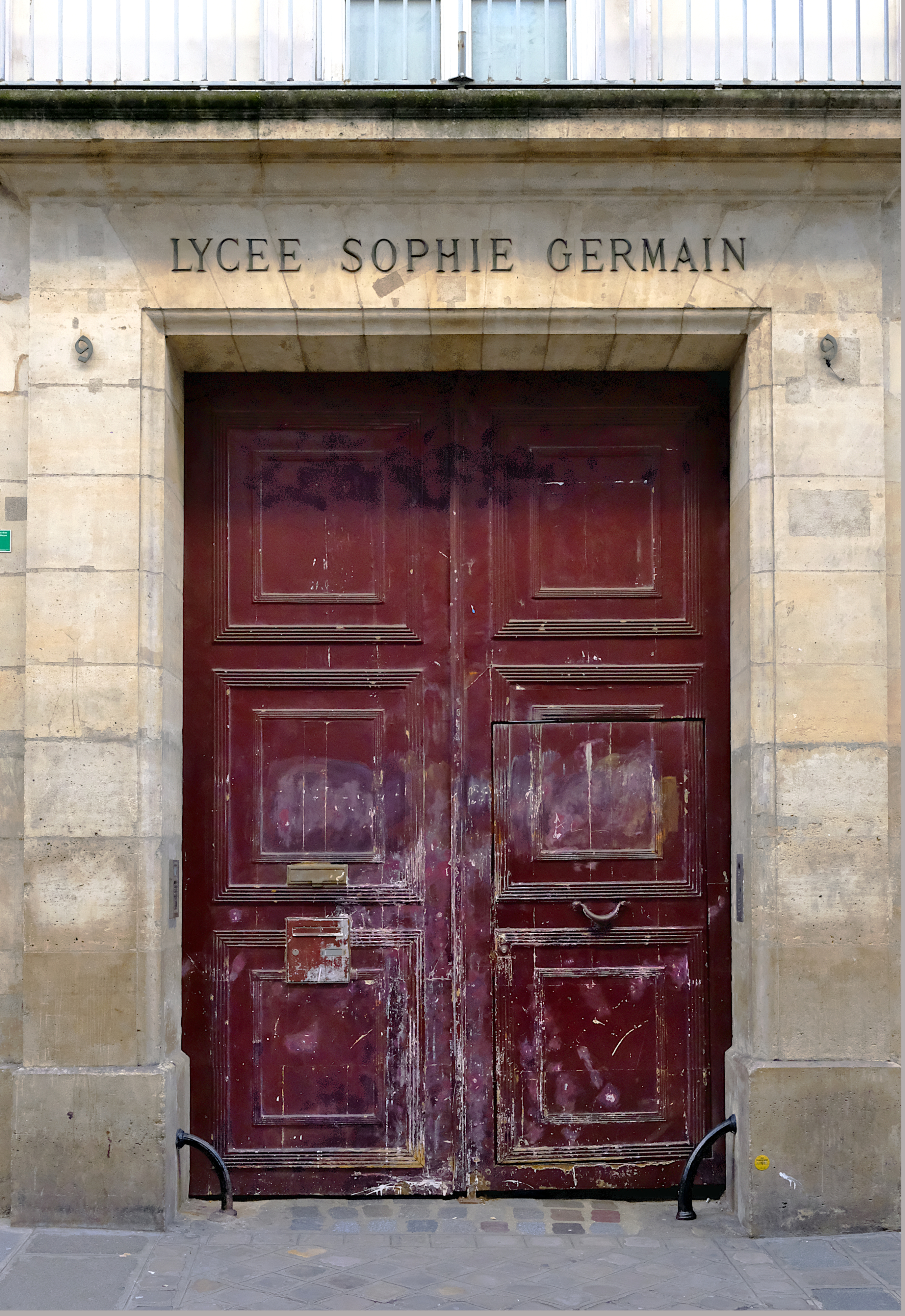
Numéro 9 : entrée du lycée Sophie-Germain.
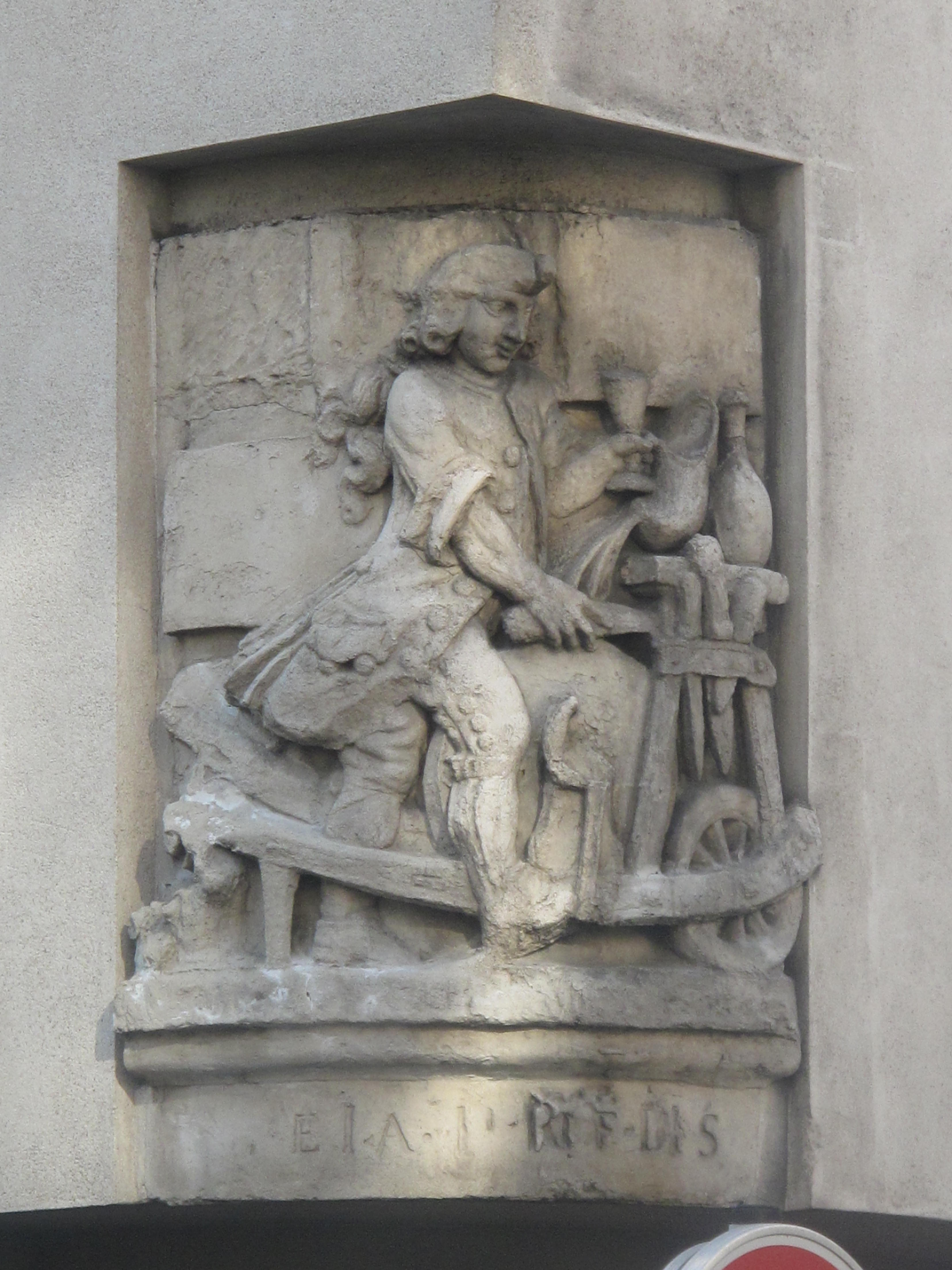
Réplique d'une enseigne du XVIIIe siècle à l'angle de la rue de Fourcy. L'original, conservé au musée Carnavalet, se trouvait sur un bâtiment maintenant démoli, au croisement des rues de l'Hôtel-de-Ville et des Nonnains-d'Hyères.